# Nuoli 8
Le Nuoli 8 (pennant number : 38) était un navire d'attaque rapide des forces maritimes finlandaises issue d'une série de 13 unités de la Nuoli-class fast gunboat (en) construite dans les années 1960.
Il est désormais navire musée de la collection du Forum Marinum à Turku, sur la rivière Aura.

## Historique

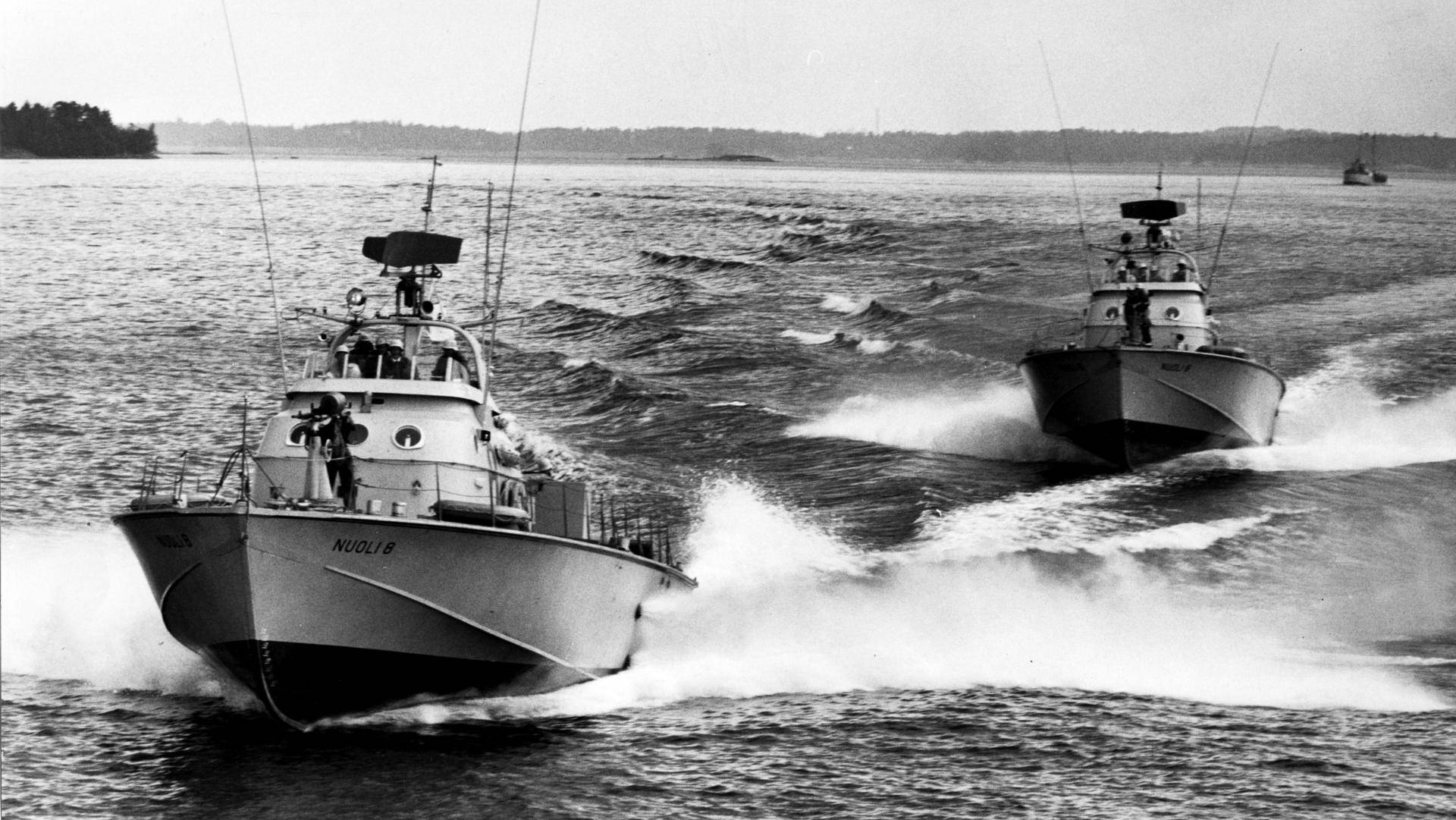
Nuoli 8 en 1963

La Finlande a été interdite d'avoir des torpilleurs après la Seconde Guerre mondiale, mais la classe Nuoli pouvait rapidement être convertie par l'ajout de tubes lance-torpilles. 
Au début des années 1960, les navires ont été construits par 
Oy Laivateollisuus Ab à Turku et modernisés n 1979. Ils ont joué un rôle majeur dans la formation navales et furent en service jusqu'au début des années 1990.

## Galerie

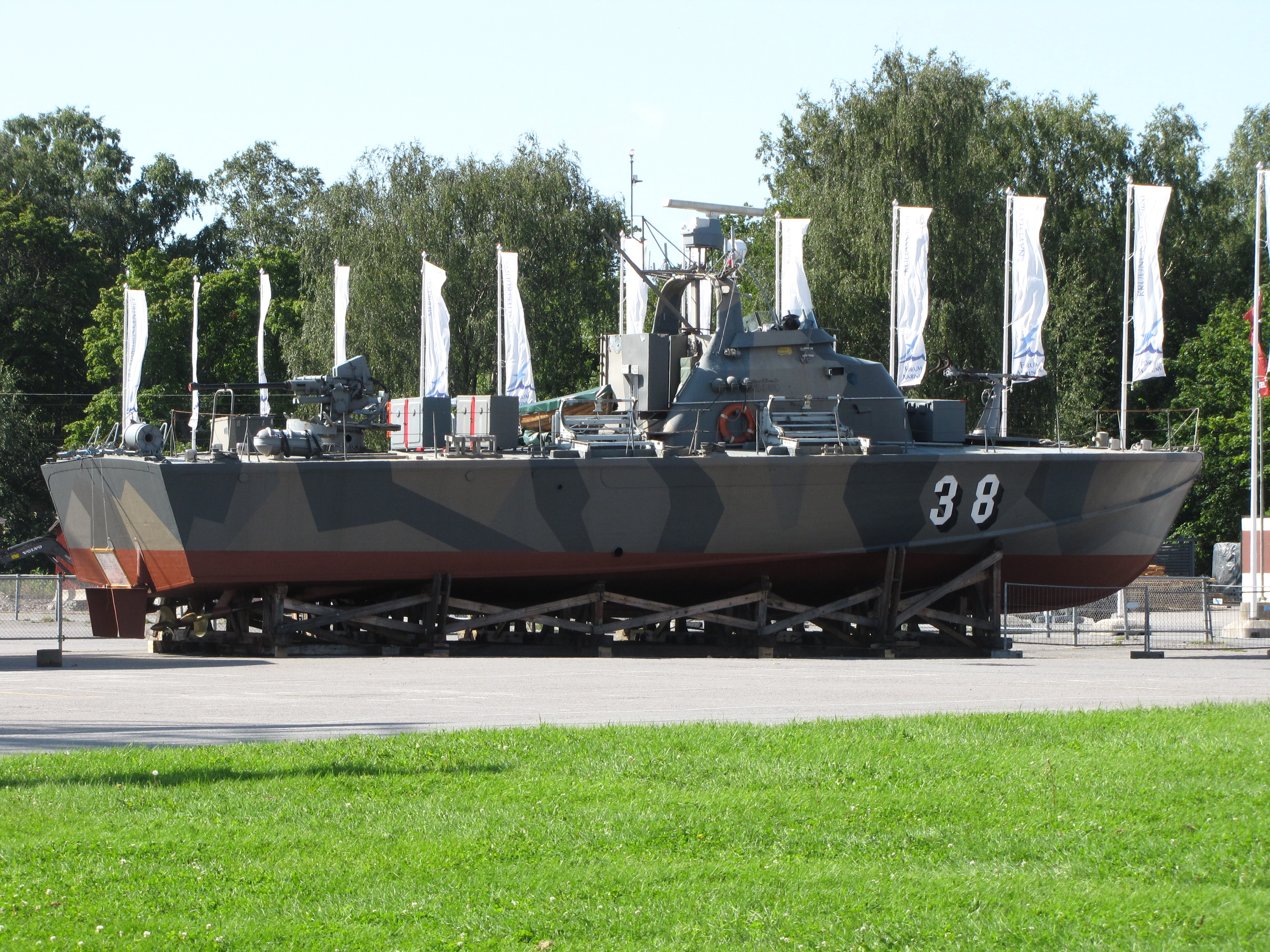
Nuoli 8 en 2009
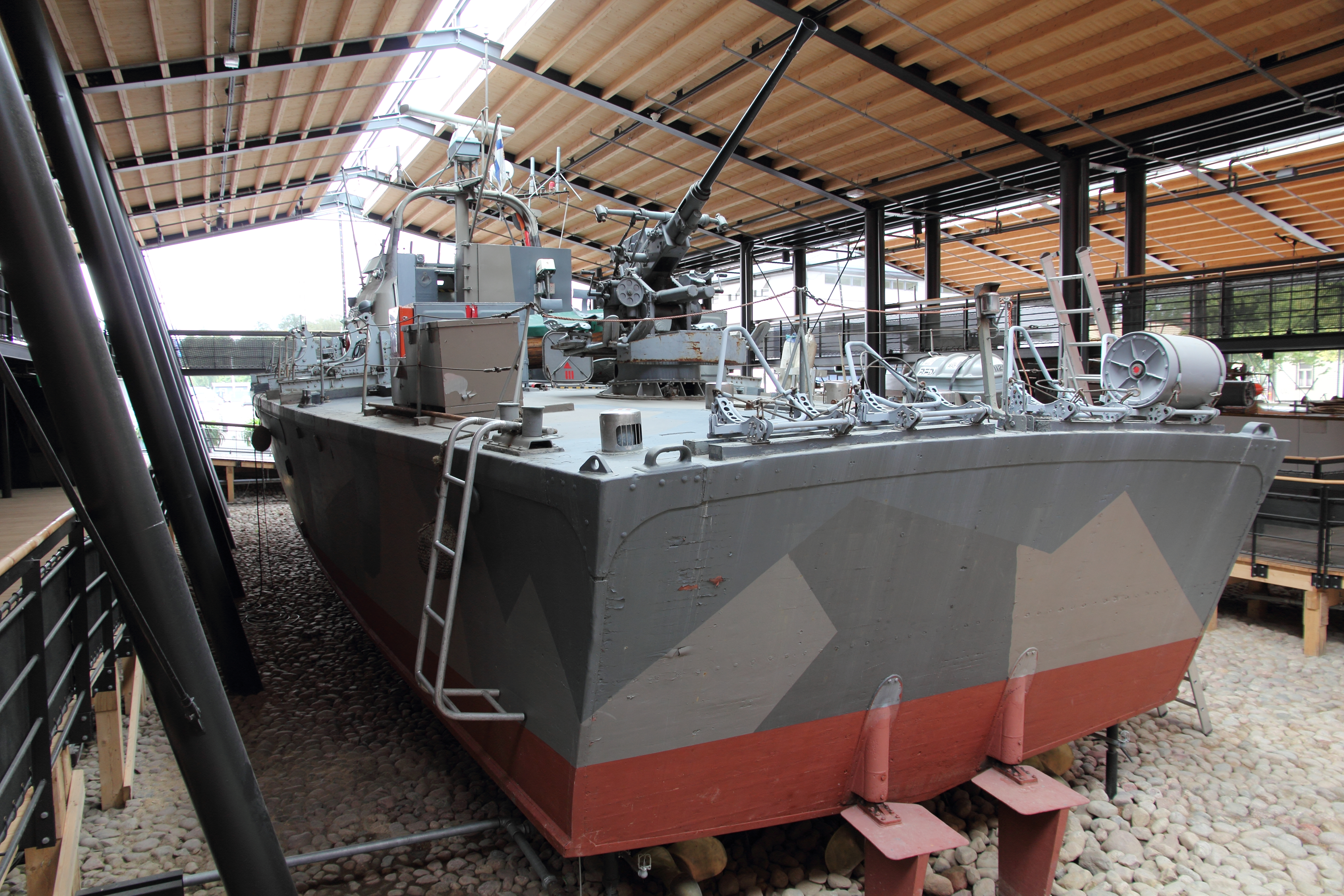
Canon arrière
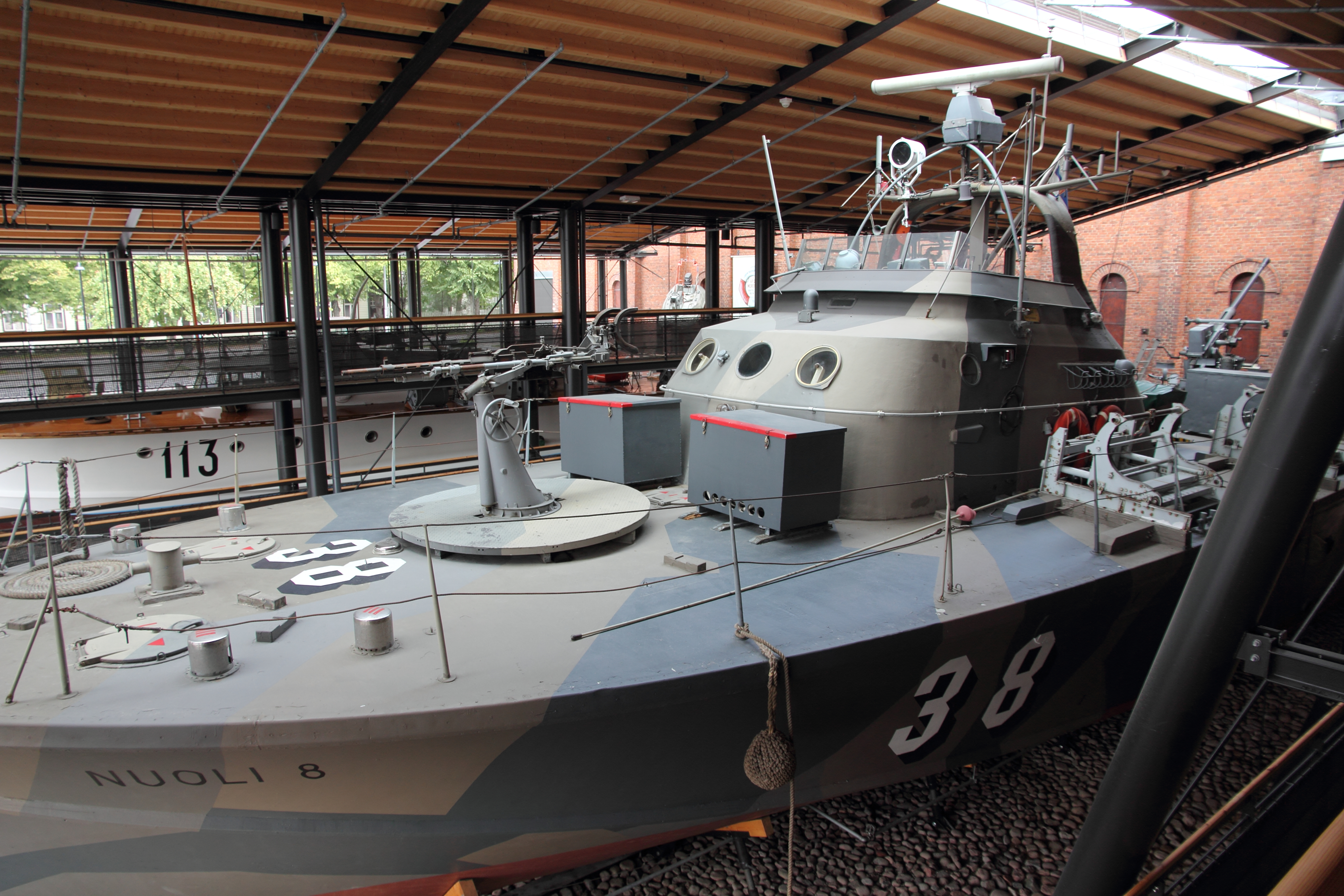
Canon avant
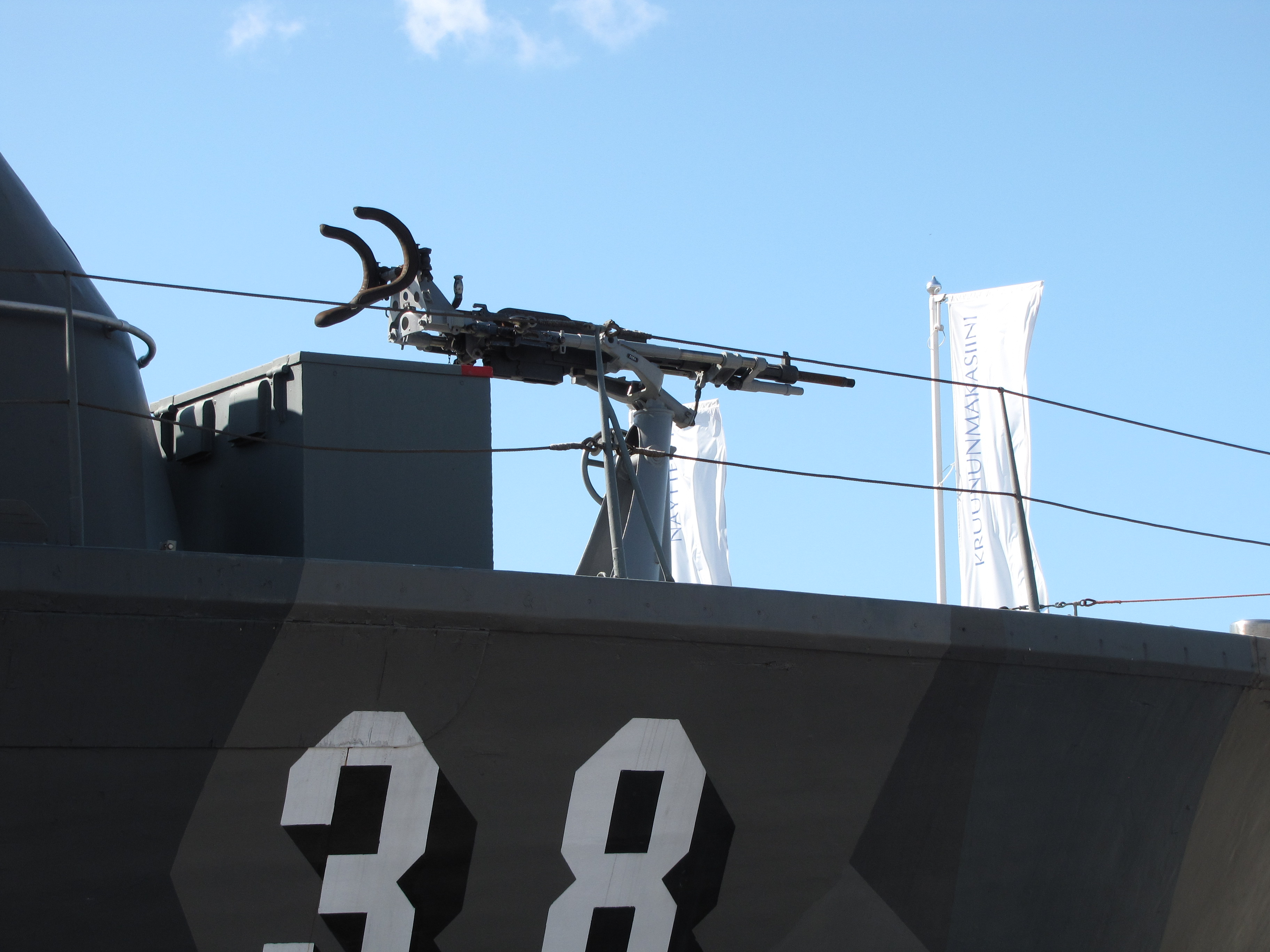
Canon Madsen de 20 mm